# Клуб 300 (Польща)
Клуб 300 – група польських футболістів, які протягом своєї кар'єри провели 300 і більше офіційних матчів у найвищій польській лізі. До клубу занесено 94 футболістів.
Стан після сезону 2021—2022:
| №  | К-сть матчів | Футболіст             | Клуби, за які виступав | Роки виступів |
| -- | ------------ | --------------------- | --- | ------------- |
| 1  | 559          | Лукаш Сурма           | «Вісла» (Краків)-50, «Рух» (Хожув)-261, «Легія» (Варшава)-123, «Лехія» (Гданськ)-125                                                                | 1996-2017     |
| 2  | 458          | Марцін Маліновський   | «Одра» (Водзіслав-Шльонський)-303, «Рух» (Хожув)-154                                                                                                | 1997-2015     |
| 3  | 452          | Марек Хойнацький      | ЛКС «Лодзь»-462 | 1978-1996     |
| 4  | 435          | Аркадіуш Гловацький   | «Лех» (Познань)-75, «Вісла» (Краків)-360 | 1997-2018     |
| 5  | 431          | Лукаш Тралка          | «Погонь» (Щецін)-38, ЛКС «Лодзь»-8, «Лехія» (Гданськ)-16, «Полонія» (Варшава)-92, «Лех» (Познань)-217, «Варта» (Познань)-60                         | 2004-2022     |
| 6  | 427          | Даріуш Генсєр         | «Рух» (Хожув)-178, «Відзев» (Лодзь)-103, «Погонь» (Щецін)-33, «Аміка» (Вронкі)-37, «Вісла» (Плоцьк)-63, «Дискоболія» (Гродзиськ-Великопольський)-13 | 1988-2006     |
| 7  | 417          | Лукаш Мадей           | ЛКС «Лодзь»-75, «Рух» (Хожув)-26, «Лех» (Познань)-63, «Гурник» (Ленчна)-17, «Шльонськ» (Вроцлав)-111, ГКС «Белхатув»-24, «Гурник» (Забже)-101       | 1999-2018     |
| 8  | 416          | Марек Зєнчук          | «Аміка» (Вронкі)-122, «Вісла» (Краків)-132, «Лехія» (Гданськ)-3, «Рух» (Хожув)-159                                                                  | 2000-2016     |
| 8  | 416          | Януш Йойко            | «Рух» (Хожув)-116, ГКС «Катовіце»-276, КШО «Островець-Свентокшиський»-24                                                                            | 1980-2003     |
| 10 | 395          | Зигфрид Шолтисік      | «Гурник» (Забже)-395 | 1962-1978     |
| 11 | 389          | Павел Янік            | «Полонія» (Битом)-250?, «Шомбєркі» (Битом)-140? | 1965-1982     |
| 12 | 383          | Томаш Кєлбович        | «Сярка» (Тарнобжег)-54, «Ракув» (Ченстохова)-47, «Відзев» (Лодзь)-15, «Полонія» (Варшава)-30, «Легія» (Варшава)-237                                 | 1993-2012     |
| 13 | 382          | Томаш Йодловець       | «Дискоболія» (Гродзиськ-Великопольський)-43, «Полонія» (Варшава)-99, «Шльонськ» (Вроцлав)-15, «Легія» (Варшава)-131, «П'яст» (Глівіце)-94           | 2006-2021     |
| 14 | 378          | Ришард Червєц         | «Заглембє» (Сосновець)-88, «Відзев» (Лодзь)-140, «Вісла» (Краків)-114, «Щаковянка» (Явожно)-20, ГКС «Катовіце»-16                                   | 1989-2005     |
| 15 | 376          | Вітольд Бендковський  | ЛКС «Лодзь»-376 | 1981-1999     |
| 15 | 376          | Павел Брожек          | «Вісла» (Краків)-356, ГКС «Катовіце»-20 | 2001-2020     |
| 17 | 374          | Радослав Соболевський | «Вісла» (Плоцьк)-70, «Дискоболія» (Гродзиськ-Великопольський)-38, «Вісла» (Краків)-186, «Гурник» (Забже)-80                                         | 1998-2016     |
| 18 | 372          | Марцін Бащинський     | «Рух» (Хожув)-116, «Вісла» (Краків)-221, «Полонія» (Варшава)-36                                                                                     | 1996-2013     |
| 19 | 368          | Люціян Брихчий        | «Легія» (Варшава)-368 | 1954-1972     |
| 20 | 367          | Гієронім Барчак       | «Лех» (Познань)-367 | 1973-1986     |
| 21 | 364          | Марек Дзюба           | ЛКС «Лодзь»-280, «Відзев» (Лодзь)-84 | 1973-1987     |
| 22 | 363          | Томаш Вєщицький       | ЛКС «Лодзь»-248, «Легія» (Варшава)-31, «Полонія» (Варшава)-34, «Дискоболія» (Гродзиськ-Великопольський)-50                                          | 1988-2004     |
| 22 | 363          | Яцек Зелінський       | «Іглоополь» (Дембиця)-34, «Легія» (Варшава)-329 | 1990-2004     |
| 24 | 361          | Казімеж Венгжин       | «Гутник» (Краків)-82, ГКС «Катовіце»-105, «Вісла» (Краків)-67, «Погонь» (Щецін)-44, «Відзев» (Лодзь)-38, «Краковія» (Краків)-25                     | 1990-2005     |
| 25 | 359          | Богуслав Випарло      | «Сталь» (Мелець)-165, «Сокул» (Тихи)-9, ЛКС «Лодзь»-180, РКС «Радомсько»-5                                                                          | 1991-2012     |
| 26 | 358          | Пйотр Целебан         | «Погонь» (Щецін)-33, «Корона» (Кельці)-13, «Шльонськ» (Вроцлав)-312                                                                                 | 2005-...      |
| 27 | 357          | Пйотр Лех             | «Рух» (Хожув)-151, «Заглембє» (Любін)-16, ГКС «Катовіце»-46, «Гурник» (Забже)-89, ГКС «Белхатув»-33, «Ягеллонія» (Білосток)-22                      | 1989-2009     |
| 28 | 355          | Рафал Богуський       | «Вісла» (Краків)-335, ГКС «Белхатув»-20 | 2006-2021     |
| 28 | 355          | Рафал Павляк          | ЛКС «Лодзь»-233, «Шльонськ» (Вроцлав)-14, «Відзев» (Лодзь)-82, «Погонь» (Щецін)-26                                                                  | 1989-2004     |
| 30 | 354          | Едвард Шимков'як      | «Рух» (Хожув)-24, «Легія» (Варшава)-85, «Полонія» (Битом)-245                                                                                       | 1950-1969     |
| 31 | 352          | Бартош Босацький      | «Лех» (Познань)-257, «Аміка» (Вронкі)-95 | 1995-2011     |
| 31 | 352          | Здіслав Лещинський    | ЛКС «Лодзь»-246, «Шльонськ» (Вроцлав)-46, «Погонь» (Щецін)-33, РКС «Радомсько»-27                                                                   | 1988-2008     |
| 33 | 350          | Стефан Махай          | «Шльонськ» (Вроцлав)-140, «Заглембє» (Любін)-184, «Погонь» (Щецін)-26                                                                               | 1983-1996     |
| 34 | 349          | Якуб Жезнічак         | «Відзев» (Лодзь)-36, «Легія» (Варшава)-249, «Вісла» (Плоцьк)-64                                                                                     | 2003-...      |
| 34 | 349          | Януш Навроцький       | «Вісла» (Краків)-107, ГКС «Катовіце»-134, «Сокул» (Тихи)-56, «Рух» (Хожув)-52                                                                       | 1980-1998     |
| 36 | 348          | Лешек Вольський       | «Погонь» (Щецін)-348 | 1971-1987     |
| 37 | 347          | Антоні Нєроба         | «Рух» (Хожув)-347 | 1956-1972     |
| 38 | 342          | Збігнев Мандзєєвич    | «Шльонськ» (Вроцлав)-240, «Легія» (Варшава)-81, ГКС «Катовіце»-21                                                                                   | 1985-1999     |
| 39 | 340          | Рафал Муравський      | «Аміка» (Вронкі)-40, «Лех» (Познань)-162, «Погонь» (Щецін)-138                                                                                      | 2005-2018     |
| 39 | 340          | Мацей Садльок         | «Рух» (Хожув)-87, «Полонія» (Варшава)-31, «Вісла» (Краків)-222                                                                                      | 2007-...      |
| 41 | 339          | Ольгерд Москалевич    | «Погонь» (Щецін)-174, «Вісла» (Краків)-84, РКС «Радомсько»-11, «Заглембє» (Любін)-19, «Арка» (Гдиня)-51                                             | 1992-2009     |
| 41 | 339          | Станіслав Ослизло     | «Гурник» (Радлін)-43, «Гурник» (Забже)-296 | 1957-1972     |
| 43 | 336          | Мацей Столярчик       | «Погонь» (Щецін)-157, «Відзев» (Лодзь)-32, «Погонь» (Щецін)-21, «Вісла» (Краків)-102, ГКС «Белхатув»-24                                             | 1992-2008     |
| 44 | 332          | Кшиштоф Букальський   | «Гутник» (Краків)-191, «Вісла» (Краків)-36, ГКС «Катовіце»-17, «Гурник» (Забже)-86                                                                  | 1990-2007     |
| 45 | 329          | Владислав Кавуля      | «Вісла» (Краків)-329 | 1956-1971     |
| 45 | 329          | Пйотр Чая             | ГКС «Катовіце»-124, «Рух» (Хожув)-205 | 1965-1979     |
| 47 | 328          | Павел Ожеховський     | «Полонія» (Битом)-328 | 1961-1975     |
| 48 | 327          | Пйотр Войдига         | «Балтик» (Гдиня)-3, «Сталь» (Мелець)-134, «Відзев» (Лодзь)-76, «Олімпія» (Познань)-26, «Олімпія-Лехія» (Гданськ)-22, «Полонія» (Варшава)-66         | 1985-1998     |
| 48 | 327          | Мирослав Яворський    | «Рух» (Хожув)-302, «Шльонськ» (Вроцлав)-25 | 1983-1998     |
| 48 | 327          | Здіслав Капка         | «Вісла» (Краків)-327 | 1972-1984     |
| 48 | 327          | Пйотр Райсс           | «Лех» (Познань)-327 | 1994-2013     |
| 52 | 325          | Марек Байор           | «Іглоополь» (Дембиця)-27, «Відзев» (Лодзь)-165, «Аміка» (Вронкі)-133                                                                                | 1990-2002     |
| 53 | 324          | Ян Вось               | «Одра» (Водзіслав-Шльонський)-264, «Рух» (Хожув)-48, «Дискоболія» (Гродзиськ-Великопольський)-12                                                    | 1996-2010     |
| 53 | 324          | Збігнев Робакевич     | ЛКС «Лодзь»-28, «Легія» (Варшава)-153, ЛКС «Лодзь»-34, «Легія» (Варшава)-52, «Дискоболія» (Гродзиськ-Великопольський)-8, «Відзев» (Лодзь)-49        | 1985-2003     |
| 55 | 320          | Радослав Майдан       | «Погонь» (Щецін)-252, «Вісла» (Краків)-65, «Полонія» (Варшава)-3                                                                                    | 1992-2009     |
| 56 | 319          | Мирослав Відух        | ГКС «Катовіце»-313, «П'яст» (Глівіце)-6 | 1993-2009     |
| 56 | 319          | Маріуш Павелец        | «Гурник» (Ленчна)-57, «Гурник» (Забже)-15, «Шльонськ» (Вроцлав)-247                                                                                 | 2003-...      |
| 58 | 318          | Броніслав Буля        | «Рух» (Хожув)-318 | 1965-1978     |
| 58 | 318          | Томаш Ленарт          | ЛКС «Лодзь»-266, «Стоміл» (Ольштин)-52 | 1990-2002     |
| 58 | 318          | Себастьян Міля        | «Дискоболія» (Гродзиськ-Великопольський)-74, ЛКС «Лодзь»-12, «Шльонськ» (Вроцлав)-178, «Лехія» (Гданськ)-54                                         | 2002-2018     |
| 61 | 317          | Яцек Беднаж           | «Рух» (Хожув)-113, «Легія» (Варшава)-162, «Погонь» (Щецін)-42                                                                                       | 1990-2002     |
| 62 | 316          | Горст Магселі         | «Полонія» (Битом)-21, «Легія» (Варшава)-295 | 1952-1969     |
| 63 | 315          | Даріуш Форналяк       | «Рух» (Хожув)-267, «Сокул» (Тихи)-7, «Погонь» (Щецін)-41                                                                                            | 1984-2000     |
| 63 | 315          | Ромуальд Хойнацький   | «Полонія» (Битом)-109, «Рух» (Хожув)-57, «Лех» (Познань)-149                                                                                        | 1969-1981     |
| 65 | 314          | Даріуш Ромузга        | «Гутник» (Краків)-148, «Вісла» (Плоцьк)-166 | 1992-2006     |
| 66 | 313          | Рафал Гжиб            | «Полонія» (Битом)-71, «Ягеллонія» (Білосток)-242 | 2007-2018     |
| 66 | 313          | Зенон Каштелян        | «Завіша» (Бидгощ)-3, «Погонь» (Щецін)-310 | 1966-1982     |
| 66 | 313          | Марек Пйотрович       | «Гурник» (Забже)-260, «Сталь» (Стальова Воля)-29, «Сокул» (Тихи)-24                                                                                 | 1982-1998     |
| 69 | 312          | Марек Сагановський    | ЛКС «Лодзь»-124, «Вісла» (Плоцьк)-23, «Одра» (Водзіслав-Шльонський)-30, «Легія» (Варшава)-135                                                       | 1995-2016     |
| 70 | 311          | Марек Бембен          | «Заглембє» (Сосновець)-197, «Гурник» (Забже)-101, «Одра» (Водзіслав-Шльонський)-13                                                                  | 1979-1998     |
| 70 | 311          | Маріуш Мушалік        | ГКС «Катовіце»-156, «Одра» (Водзіслав-Шльонський)-76, «Дискоболія» (Гродзиськ-Великопольський)-23, «П'яст» (Глівіце)-56                             | 1996-2010     |
| 72 | 310          | Марек Жепка           | «Лех» (Познань)-273, «Сокул» (Тихи)-24, ГКС «Белхатув»-13                                                                                           | 1986-1997     |
| 72 | 310          | Зигмунт Мащик         | «Рух» (Хожув)-310 | 1963-1977     |
| 74 | 309          | Ян Домарський         | «Сталь» (Ряшів)-205, «Сталь» (Мелець)-104 | 1964-1976     |
| 75 | 307          | Марцін Зайонц         | «Відзев» (Лодзь)-124, «Дискоболія» (Гродзиськ-Великопольський)-80, «Лех» (Познань)-55, «Рух» (Хожув)-48                                             | 1996-2011     |
| 75 | 307          | Марек Соколовський    | КСЗО (Островець-Свентокшиський)-29, «Дискоболія» (Гродзиськ-Великопольський)-62, «Полонія» (Варшава)-38, «Подбескідзе» (Бельсько-Бяла)-138          | 2001-2016     |
| 77 | 306          | Леслав Цмікевич       | «Шльонськ» (Вроцлав)-80, «Легія» (Варшава)-226 | 1966-1980     |
| 78 | 305          | Казімеж Дейна         | ЛКС «Лодзь»-1, «Легія» (Варшава)-304 | 1966-1978     |
| 78 | 305          | Бартош Риманяк        | «Заглембє» (Любін)-99, «Краковія» (Краків)-37, «Корона» (Кельці)-109, «П'яст» (Глівіце)-36, «Гурник» (Ленчна)-24                                    | 2009-...      |
| 78 | 305          | Рафал Яницький        | «Лехія» (Гданськ)-176, «Лех» (Познань)-45, «Вісла» (Краків)-38, «Подбескідзе» (Бельсько-Бяла)-13, «Гурник» (Забже)-33                               | 2010-...      |
| 81 | 304          | Роман Базан           | «Заглембє» (Сосновець)-304 | 1958-1973     |
| 81 | 304          | Мацей Гайос           | «Ягеллонія» (Білосток)-94, «Лех» (Познань)-121, «Лехія» (Гданськ)-89                                                                                | 2012-...      |
| 81 | 304          | Яцек Дембінський      | «Лех» (Познань)-117, «Відзев» (Лодзь)-50, «Аміка» (Вронкі)-137                                                                                      | 1991-2007     |
| 81 | 304          | Казімеж Кмєцик        | «Вісла» (Краків)-304 | 1968-1982     |
| 81 | 304          | Адам Федорук          | «Сталь» (Мелець)-184, «Легія» (Варшава)-78, «Аміка» (Вронкі)-30, «Ракув» (Ченстохова)-12                                                            | 1985-1997     |
| 86 | 303          | Ян Ліберда            | «Полонія» (Битом)-303 | 1954-1971     |
| 87 | 302          | Ришард Гжегорчик      | «Полонія» (Битом)-302 | 1958-1971     |
| 87 | 302          | Войцех Гжиб           | «Рух» (Радзьонкув)-72, «Одра» (Водзіслав-Шльонський)-88, «Рух» (Хожув)-142                                                                          | 1998-2012     |
| 87 | 302          | Міхал Кухарчик        | «Легія» (Варшава)-240, «Погонь» (Щецін)-62 | 2010-...      |
| 87 | 302          | Томаш Франковський    | «Ягеллонія» (Білосток)-129, «Вісла» (Краків)-173 | 1992-2013     |
| 87 | 302          | Мацей Янковський      | «Рух» (Хожув)-111, «Вісла» (Краків)-45, «П'яст» (Глівіце)-51, «Арка» (Гдиня)-62, «Сталь» (Мелець)-23                                                | 2010-2021     |
| 92 | 301          | Вальдемар Кригер      | «Лех» (Познань)-301 | 1988-2004     |
| 92 | 301          | Томаш Соколовський    | «Стоміл» (Ольштин)-47, «Легія» (Варшава)-213, «Гурник» (Ленчна)-22, «Рух» (Хожув)-11, «Ягеллонія» (Білосток)-8                                      | 1994-2008     |
| 94 | 300          | Маріуш Курас          | «Погонь» (Щецін)-300 | 1983-1999     |

* Жирним шрифтом позначено футболістів, які далі грають у Екстракласі